# 陈力 (歌手)
陈力（1956年—） ，吉林长春人，歌手。是电视剧《红楼梦》主题歌和插曲演唱者和角色“柳嫂子”的扮演者。

## 生平
陈力在唱《红楼梦》插曲之前为长春第一汽车制造厂（现一汽集团公司）的化验员，其演唱的1987年版《红楼梦》插曲《枉凝眉》使她一举成名。后其走上经商道路，因首次做生意被骗而无辜受到警方调查，在中国大陆引起很大轰动。事件平息后陈力赴加拿大居住。
2007年，陈力作为嘉宾参加中央电视台《艺术人生——红楼梦再聚首》栏目，此为其第一次在中国大陆综艺节目中露面。
2012年，陈力参加了中央电视台中文国际频道《中国文艺》录制的《红楼梦25年再聚首——红楼不了情》节目，并在节目里演唱。
2013年，陈力参加了由美国亚利桑那大学孔子学院和亚利桑那大学联合举办的北美《红楼梦交响音乐会》并演唱。陈力在音乐会上担纲了全部独唱和领唱；这是美国亚利桑那大学建校一百二十年的建校史上，第一次举办中国音乐作品音乐会。
2017年6月17日，陈力参加“1987，我们的红楼梦”30周年人民大会堂音乐会，献唱电视剧《红楼梦》原曲。2018年，在中央电视台音乐综艺《经典咏流传》中与余少群合唱《枉凝眉》。